# 弗里德里希·斐迪南 (安哈尔特-克滕)
弗里德里希·斐迪南（德語：Frederick Ferdinand；1769年6月25日—1830年8月23日），是德國阿斯坎尼王朝的親王，同時是非主權安哈特-普萊斯親王國親王及自1818年起為安哈尔特-克滕公國之統治者。

## 早年生活
弗里德里希·斐迪南在1769年6月25日出生于普什奇納，是安哈特-普雷斯的腓特烈·埃爾德曼和施托爾貝格-韋尼格羅德伯爵海因里希·恩斯特的女兒露易絲·費迪南德（Louise Ferdinande）所生的第二子。
1786年他加入普魯士皇家陸軍成為少将，並從1792年至1794年在萊茵河進行軍事行動。
1797年父親腓特烈·埃爾德曼去世，他的兄長因智能障礙無繼承權，弗里德里希·斐迪南成為了非主權邦國安哈特-普雷斯的親王，不過1803年他又回到普魯士皇家陸軍。
同年8月20日，弗里德里希·斐迪南在利波维纳與什勒斯維希-霍爾斯坦-森訥堡-貝克公爵腓特烈·卡爾·路德維希的女兒路易絲（1783年－1803年）結婚，但婚姻僅持續三個月就因為路易絲去世而結束。
1830年弗里德里希·斐迪南去世，無子女，繼任者是他的弟弟海因里希。